# Église Saint-Martin de Beaudéan
L'église Saint-Martin de Beaudéan est une église catholique située à Beaudéan, dans le département français des Hautes-Pyrénées en France.

## Localisation
L'église est située au centre de la commune, rue du Pouey.

## Historique
L'édifice est classé au titre des monuments historiques en 1989. Cette église gothique du XVIe siècle est remarquable par son clocher coiffé d’une flèche en éteignoir et de quatre clochetons.